# Leninade
A Leninade (oroszul: Ленинад) egy szódavíz-alapú, limonádé ízű üdítőital, amit a Real Soda In Real Bottles Ltd. talált ki és forgalmazott először. A nevét az egykori szovjet-orosz forradalmár, Vlagyimir Iljics Lenin, és a limonádé szó keresztezéséből kapták. Az üvegen lévő szlogen a szovjet kifejezésmódot gúnyolja. A limonádé-szódavíz keveréket – a kommunizmust jelképező – vörösre színezik, ebből áll össze a Leninade.

## Története
A szóda már körülbelül 2000-es évek elején létezett, a legkorábbi jelek szerint 2002 körül. Limonádé szódának írja le, ami világos piros vagy rózsaszín. Nem tartalmaz koffeint, összetevői közé tartozik a szénszavas víz, nádcukor, citromsav, gumiarábikum, természetes és mesterséges aroma, glicerin-észter, és nátrium-karbonát.

## Fordítás
- Ez a szócikk részben vagy egészben  a   Leninade című angol Wikipédia-szócikk ezen változatának fordításán alapul.  Az eredeti cikk szerkesztőit annak laptörténete sorolja fel. Ez a jelzés csupán a megfogalmazás eredetét és a szerzői jogokat jelzi, nem szolgál a cikkben szereplő információk forrásmegjelöléseként.